# Monument al Pagès de les Garrigues
El Monument al Pagès de les Garrigues és una obra de les Borges Blanques (Garrigues) inclosa a l'Inventari del Patrimoni Arquitectònic de Catalunya.

## Descripció
Des de fa segles la comarca de les Garrigues s'ha caracteritzat per la seva producció olivarera. El monument al pagès és una exaltació a la tasca d'uns homes entregats al cultiu de l'oliver.
El monument consisteix en una gran premsa, reproducció fidel de les de barra del segle xvii. En un dels extrems hi ha els esportins, entre els quals s'hi col·locaven les olives. A l'altre extrem hi ha un eix que girava gràcies a la força dels animals; aleshores comprimia els esportins, aixafant les olives. El líquid que en sortia era recollit a una pica de pedra.